# Lösungskonzept
Als Lösungskonzept kann man in der Spieltheorie Kriterien bezeichnen, die das Verhalten der Agenten erklären. Problematisch ist hierbei, dass, normativ, sehr einfache Annahmen über das menschliche Verhalten getroffen werden müssen. Die Ergebnisse der experimentellen Wirtschaftsforschung weichen oft erheblich von den Vorhersagen der gemeinhin akzeptierten Lösungskonzepte ab.

## Dominanz
Dominanz ist das schärfste Kriterium. Man unterscheidet zwischen starker und schwacher Dominanz. Für das Kriterium der stoachastischen Dominanz, siehe Stochastische Dominanz erster Ordnung.
- Eine Handlungsoption {\displaystyle s_{i}} für Spieler {\displaystyle i} ist stark dominant, wenn für alle Alternativen {\displaystyle s_{i}'} und alle möglichen Gegenantworten {\displaystyle s^{*}} gilt: Die Option {\displaystyle s_{i}} bringt für Spieler {\displaystyle i} einen größeren Nutzen als die Alternative {\displaystyle s_{i}'}, d. h. {\displaystyle u_{i}(s_{i},s^{*})>u_{i}(s_{i}',s^{*})}.
- Eine Handlungsoption {\displaystyle s_{i}} für Spieler {\displaystyle i} ist schwach dominant, wenn für alle Alternativen {\displaystyle s_{i}'} und alle möglichen Gegenantworten {\displaystyle s^{*}} gilt: Die Option {\displaystyle s_{i}} bringt für Spieler {\displaystyle i} einen mindestens so großen Nutzen wie die Alternative {\displaystyle s_{i}'}, d. h. {\displaystyle u_{i}(s_{i},s^{*})\geq u_{i}(s_{i}',s^{*})}, und für mindestens eine Antwort {\displaystyle s^{*}} gilt die strenge Ungleichung {\displaystyle u_{i}(s_{i},s^{*})>u_{i}(s_{i}',s^{*})}.

In einem Spiel können mehrere schwach dominante Strategien existieren, während eine stark dominante Strategie, wenn sie existiert, stets eindeutig ist.
Unter den in der Spieltheorie üblichen Annahmen folgt, dass rationale, nur an ihrem eigenen Wohl interessierte Spieler eine dominante Lösung spielen würden.
In quasi-linearer Umgebung implementieren die Vickrey-Clarke-Groves-Mechanismen effiziente Lösungen in schwach dominanten Strategien.

## Nash-Gleichgewicht
Das Nash-Gleichgewicht ist nach einem der Nobelpreisträger des Jahres 1994, John Nash benannt, der dieses Kriterium etabliert hat. Ein Nash-Gleichgewicht ist eine Kombination von Strategien, bei der die Strategie eines jeden Spielers optimal ist bezüglich der Strategien der Gegner. In der Regel werden dabei auch so genannte gemischte Strategien berücksichtigt, bei denen mehrere reine Strategien mit einer positiven Wahrscheinlichkeit gespielt werden. Ist ein Spiel durch die Iterative Elimination strikt dominierter Strategien lösbar, so ist die dominante Lösung gleichzeitig ein Nash-Gleichgewicht.
Mächtig ist dieses Lösungskonzept, da gezeigt werden kann, dass für eine große und wichtige Klasse von Spielen, unter anderem für alle Spiele mit endlicher Zahl von Spielern und Strategien, mindestens ein Nashgleichgewicht in gemischten Strategien existiert. Problematisch ist, dass dieses Konzept nur in Ausnahmefällen eine eindeutige Lösung bietet, meist lässt es mehrere Strategiekombinationen als Lösungen zu, manchmal alle.

### Verfeinerungen des Nash-Gleichgewichtes
Lässt das Nash-Gleichgewicht mehrere Lösungen zu, so kommen Verfeinerungen zum Zug. Diese sind: Trembling-hand-perfektes Gleichgewicht, schützt vor suboptimalem gegnerischem Verhalten – dieses Konzept wurde durch Reinhard Selten (ebenfalls Nobelpreisgewinner 1994) in die Debatte eingebracht –, striktes Nash-Gleichgewicht, die fordert, dass ein Gleichgewicht strikt besser ist als seine unmittelbare Umgebung; Risikodominanz; Pareto-Effizienz gegenüber allen anderen Nash-Gleichgewichten, Evolutionäre Stabilität.

### Bayessches Nash-Gleichgewicht
In einem bayesschen Spiel sind die Spielerpräferenzen private Information der Teilnehmer. Zur Berechnung der optimalen Strategie treffen die Spieler daher Annahmen der Art, dass die unbekannten Präferenzen der anderen Spieler sich als zufällige Größen mit bekannter Wahrscheinlichkeitsverteilung darstellen lassen. Die strategisch zu optimierende Größe ist dann der erwartete Nutzen einer Handlungsoption. Ein bayessches Nash-Gleichgewicht ist ein Nash-Gleichgewicht bezüglich des bayesschen Spieles.

### Dynamische Spiele
Speziell für die Extensivform gibt es das teilspielperfekte Nash-Gleichgewicht. Für Spiele, welche sowohl dynamisch sind wie auch bayessch, existieren das sequentielle Gleichgewicht sowie das perfekte bayessche Gleichgewicht.

## Gleichgewicht in korrelierten Strategien
Das Gleichgewicht in korrelierten Strategien ist ein vom Mathematiker Robert Aumann entwickeltes Lösungskonzept, durch welches eine Harmonisierung der Strategien möglich wird. Im Gegensatz zum Nash-Gleichgewicht, welches weder bindende Verträge noch Kommunikation vor dem Entscheidungstreffen der beteiligten Spieler zulässt und somit die Strategiewahl des einen von der Strategiewahl des anderen Spielers unberührt bleibt, ermöglicht das Gleichgewicht in korrelierten Strategien eine Korrelierung der Strategien untereinander.

## Maximin-/Minimax-Lösung
Mit der Maximin-Lösung konnte man Zweipersonen-Nullsummenspiele bereits befriedigend lösen, bevor sich das Nash-Kriterium etablierte, da in dieser Klasse die Max-Min-Lösung ein Nash-Gleichgewicht ist. Doch auch für Nicht-Nullsummenspiele kommt manchmal diese Lösung in Betracht, obwohl sie in diesem Fall keine Optimalität gewährleistet, da sie manchmal weniger riskant als das Nash-Gleichgewicht ist.

## Lösungen für kooperative Spiele
Für die kooperative Spieltheorie hat man eigene Lösungskonzepte entwickelt. Unter anderem den Kern, den Nucleolus, die Nash-Verhandlungslösung, die Kalai-Smorodinski-Lösung, den Shapley-Wert, den Tijs-Wert, die Dutta-Ray-Lösung oder die Mean-Voter-Lösung.